# 裴通
裴通（？—599年），字悉达，河东郡虞乡县（今山西省永济市）人，出自河东裴氏定著五房之一的洗马裴，隋朝官员。

## 生平
开皇六年（586年），裴通的舅舅梁士彦想要在蒲州起兵谋反，宇文忻在关中为内应，裴通参与了谋划，将事情上奏给隋文帝杨坚。裴通后出任潼州海州二州诸军事、二州刺史，很快出任扬州道行军总管，封吉阳郡公，在开皇十八年（599年）去世，葬于京兆郡大兴县乡之原，其墓志全名《大隋故使持节上柱国怀义公裴使君之墓志铭》。

## 家庭

### 父母
- 裴彦，北周骠骑大将军、吉阳郡公
- 安定梁氏，隋朝上柱国、晋州刺史、郕国公梁士彦的姐妹

### 夫人
- 陇西辛氏，银青光禄大夫、雍华秦渭四州诸军事四州刺史、傥城郡太守、安昌县开国公辛超之女[5]

### 子女
- 裴弘策，隋朝将作大匠、沣州刺史、怀义郡公
- 裴善文